# Malcom Adu Ares
Malcom Abdulai Ares Djaló (Bilbao, España, 12 de octubre de 2001), conocido deportivamente como Adu Ares, es un futbolista español que juega como extremo en la S. D. Eibar.

## Trayectoria

### Inicios y llegada a Lezama
Nacido en Bilbao, de padre originario de Guinea-Bisáu y madre española, Adu Ares comenzó su carrera a nivel local en la SD Deusto entre prebenjamín y benjamín, posteriormente jugó en el Danok Bat entre alevines e infantiles, luego jugó en la SD Indautxu en cadetes y, en edad juvenil, se marchó al Santutxu FC.
En la temporada 2020-21 jugó con el Santutxu en Tercera División, donde su talento llamó la atención del Athletic Club. En julio de 2021, con 19 años, se incorporó al segundo filial del Athletic Club, el CD Basconia de Tercera Federación. Poco tiempo después, el 28 de noviembre, debutó con el Bilbao Athletic de Primera RFEF ante el Deportivo de La Coruña en Riazor. El 22 de enero, en su primera titularidad, anotó un doblete frente al Extremadura UD (3-0).
El técnico del Bilbao Athletic, Patxi Salinas, decidió seguir contando con él y, el 12 de febrero, dio el triunfo al filial rojiblanco frente al Zamora CF (1-0) en una gran acción individual. Dos meses después firmó el empate frente al Deportivo (1-1). El 15 de mayo adelantó al filial en un empate ante el Racing de Ferrol (1-1) tras un gran disparo. Acabó la temporada como máximo goleador del filial, con seis tantos, a pesar de haber jugado quince partidos con el CD Basconia.

### Athletic Club
El entrenador Ernesto Valverde decidió que realizara la pretemporada con el Athletic Club en el verano de 2022. El 15 de agosto de 2022 hizo su debut en Primera División, como sustituto de Iñaki Williams, frente al R. C. D. Mallorca en San Mamés (0-0).
El 1 de noviembre de 2023, en su primera titularidad, marcó un doblete (1-2) en Copa del Rey frente a la Unió Espotiva Rubí de la Lliga Elit.En diciembre renovó su contrato hasta junio de 2027.El 6 de abril conquistó su primer título en la final de Copa frente al RCD Mallorca, aunque no participó en el encuentro.

### Real Zaragoza
El 30 de agosto de 2024 fue cedido al Real Zaragoza de Segunda División por una temporada.

## Vida personal
Es natural del barrio bilbaíno de San Adrián.Su primo es Álvaro Djaló, futbolista del Athletic Club y exfutbolista del Sporting de Braga.

## Estadísticas

### Clubes
Actualizado al último partido disputado el 29 de octubre de 2024.
| Club                     | Div.          | Temporada     | Liga  | Liga  | Copas nacionales | Copas nacionales | Copas internacionales | Copas internacionales | Total | Total |
| Club                     | Div.          | Temporada     | Part. | Goles | Part.            | Goles            | Part.                 | Goles                 | Part. | Goles |
| ------------------------ | ------------- | ------------- | ----- | ----- | ---------------- | ---------------- | --------------------- | --------------------- | ----- | ----- |
| Santutxu F. C. · España  | 3.ª           | 2020-21       | 24    | 0     | ―                | ―                | ―                     | ―                     | 24    | 0     |
| Santutxu F. C. · España  | Total club    | Total club    | 24    | 0     | 0                | 0                | 0                     | 0                     | 24    | 0     |
| C. D. Basconia · España  | 5.ª           | 2021-22       | 15    | 2     | ―                | ―                | ―                     | ―                     | 15    | 2     |
| C. D. Basconia · España  | Total club    | Total club    | 15    | 2     | 0                | 0                | 0                     | 0                     | 15    | 2     |
| Bilbao Athletic · España | 1.ª F         | 2021-22       | 19    | 6     | ―                | ―                | ―                     | ―                     | 19    | 6     |
| Bilbao Athletic · España | 1.ª F         | 2022-23       | 27    | 4     | ―                | ―                | ―                     | ―                     | 27    | 4     |
| Bilbao Athletic · España | 4.ª           | 2023-24       | 1     | 0     | ―                | ―                | ―                     | ―                     | 1     | 0     |
| Bilbao Athletic · España | Total club    | Total club    | 47    | 10    | 0                | 0                | 0                     | 0                     | 47    | 10    |
| Athletic Club · España   | 1.ª           | 2022-23       | 8     | 0     | 1                | 0                | ―                     | ―                     | 9     | 0     |
| Athletic Club · España   | 1.ª           | 2023-24       | 12    | 0     | 5                | 2                | ―                     | ―                     | 17    | 2     |
| Athletic Club · España   | 1.ª           | 2024-25       | 1     | 0     | 0                | 0                | 0                     | 0                     | 1     | 0     |
| Athletic Club · España   | Total club    | Total club    | 21    | 0     | 6                | 2                | 0                     | 0                     | 27    | 2     |
| Real Zaragoza · España   | 2.ª           | 2024-25       | 30    | 2     | 2                | 3                | ―                     | ―                     | 32    | 5     |
| Real Zaragoza · España   | Total club    | Total club    | 30    | 2     | 2                | 3                | 0                     | 0                     | 32    | 5     |
| S. D. Eibar · España     | 2.ª           | 2025-26       | 0     | 0     | 0                | 0                | —                     | —                     | 0     | 0     |
| S. D. Eibar · España     | Total club    | Total club    | 0     | 0     | 0                | 0                | 0                     | 0                     | 0     | 0     |
| Total carrera            | Total carrera | Total carrera | 137   | 14    | 8                | 5                | 0                     | 0                     | 145   | 19    |

## Palmarés

### Campeonatos nacionales
| Título       | Equipo        | País   | Año  |
| ------------ | ------------- | ------ | ---- |
| Copa del Rey | Athletic Club | España | 2024 |